# Снігур пакистанський
Снігур пакистанський (Pyrrhula aurantiaca) — вид горобцеподібних птахів родини в'юркових (Fringillidae). Поширений в Південній Азії.

## Назва
Наукова назва виду aurantiaca походить від латинського aurantia, що означає «помаранчевий», у зв’язку із забарвленням спини цих птахів.

## Поширення
Пакистанський снігур мешкає на південно-західних схилах Гімалайського хребта, населяючи територію приблизно від східного кордону Афганістану та північного Пакистану до північного Кашміру. Взимку мігрує на нижчі висоти або рухається на південь, досягаючи аж до Гімачал-Прадеш.
Ареал проживання цих птахів представлений низькогірними і передгірними хвойними лісами.

## Спосіб життя
Це денні, досить полохливі птахи, які можуть збиратися невеликими групами біля джерел їжі поза сезоном розмноження, підтримуючи контакт один з одним за допомогою криків. Зерноїдний птах, раціон якого включає різноманітні насіння та зерна, особливо ті, що мають більш міцну оболонку, яку інші види ігнорують. Поїдає також інший рослинний матеріал (пагони, фрукти, ягоди) і, хоча дуже рідко, також комах і дрібних безхребетних.
Пари утворюються в травні, відокремлюючись від своїх зграй і таким чином починаючи сезон розмноження, який триває до серпня і зазвичай включає два виводки. Чашеподібне гніздо самиця будує серед деревної рослинності на висоті близько 7 м, переплітаючи корінці та хвою. Вона відкладає 2-3 яйця, які висиджує близько двох тижнів. Пташенята народжуються сліпі та безпір’яні, вигодовуються обома батьками, які рясно годують їх насінням і відригнутими комахами, і вони здатні літати приблизно на 12-16-му дні життя.